# TDS metru

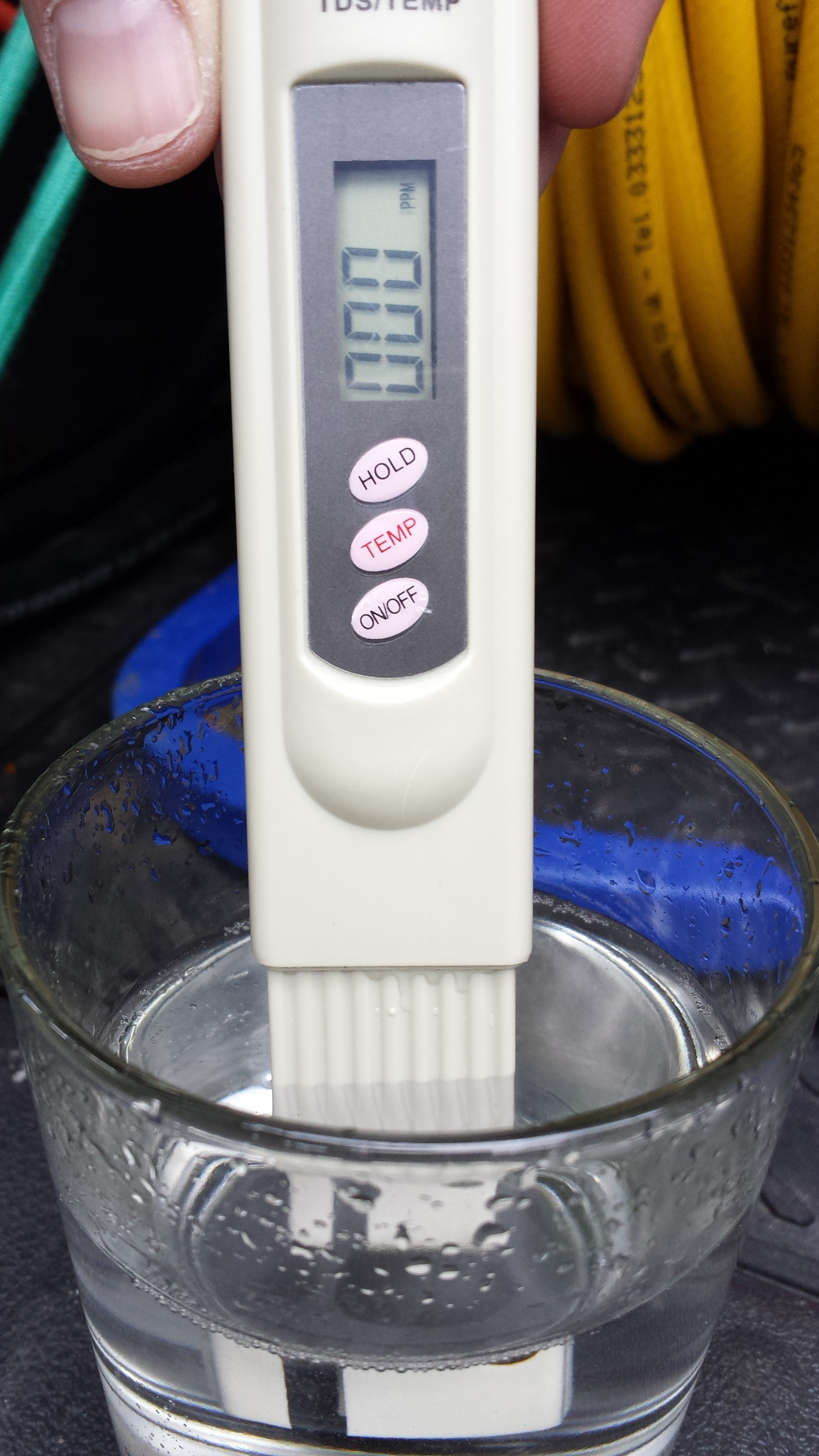
TDS metru utilizat pentru testarea purității apei

Un TDS metru indică totalul solidelor dizolvate (TDS) dintr-o soluție, adică concentrația de particule solide dizolvate.
Solidele ionizate dizolvate, cum ar fi sărurile și mineralele, măresc conductivitatea electrică (EC) a unei soluții. Pentru că este o măsurătoare volumetrică a solidelor ionizate, EC poate fi utilizată pentru estimarea TDS. Solidele organice dizolvate, cum ar fi zahărul, și particulele solide microscopice cum ar fi coloiziii, nu afectează în mod semnificativ conductivitatea unei soluții.
Modul cel mai precis pentru a masura TDS din apă într-un laborator, este de a evapora apa lăsând în urmă soluțiile dizolvate ca și reziduuri și apoi cântărirea acestora.

## Unitatea de măsură a unui TDS
Un TDS metru de obicei afișează TDS în părți per milion (ppm). De exemplu, un TDS ce afișează valoarea de 1 ppm, indică 1 miligram de solide dizolvate în 1 kilogram de apă.

## Vezi și
- EC metru
- pH metru
- Salinometru
- Totalul solidelor dizolvate